# Sheranapis villarrica
Sheranapis villarrica är en spindelart som beskrevs av Norman I. Platnick och Forster 1989. Sheranapis villarrica ingår i släktet Sheranapis och familjen Anapidae. Inga underarter finns listade i Catalogue of Life.